# Sacrificium intellectus
Sacrificium intellectus bedeutet wörtlich (aus dem Lateinischen) übersetzt „Opfer des Verstandes“. Allgemein versteht man darunter, dass man sein eigenes Denken gegenüber einem Machtanspruch zurückstellt. 
In der Theologie besitzt der Begriff eine lange Vorgeschichte in der monastisch-asketischen Tradition (besonders Ignatius von Loyola), ist aber erst im Umkreis des I. Vatikanischen Konzils (1869/70) entstanden und wurde durch Mathias Joseph Scheeben, Th. Frommann, J. Friedrich u. a. verbreitet. Gemeint ist dabei, dass die Unterwerfung unter die Autorität des Lehramts als des einzig legitimen Auslegers des Glaubensgutes als verdienstlicher Akt der Demut gilt.
Doch ist die Verwendung des Begriffs nicht auf den Zusammenhang mit religiösen Dogmen beschränkt. Otto von Bismarck zum Beispiel benutzte sacrificium intellectus – vermutlich in Anspielung auf die päpstliche Lehrautorität – für die Unterordnung unter den Willen von Wilhelm II.: „In der Ministersitzung vom 26. Januar entwickelte ich noch einmal die Gefährlichkeit der beabsichtigten Kaiserlichen Erlasse, begegnete aber bei Boetticher und Verdy dem Einwande, ein ablehnendes Votum würde dem Kaiser mißfallen. Meine Collegen hatten ein sacrificium intellectus dem Kaiser, mein Stellvertreter und Adlatus hatte mir gegenüber eine Unehrlichkeit begangen.“
Der Begriff bekam vor allem durch Max Webers Vortrag Wissenschaft als Beruf (1919) und die Replik von Max Scheler, Vom Ewigen im Menschen, philosophisches Gewicht. Im Anschluss an Karl Barth stellte sich Dietrich Bonhoeffer positiv zum sacrificium intellectus.
Im Hinblick auf die näheren Umstände des jeweiligen Vorgangs und dessen ethische Bewertung sollte man unterscheiden, ob jemand seine rational fundierte Erkenntnis in Konfrontation mit normativen Vorgaben religiöser oder politischer Machthaber verleugnet (= opportunistisches Handeln wider besseres Wissen) oder ob jemand auf den Anspruch verzichtet, komplexe, insbesondere transzendentale Sachverhalte und ggf. deren vordergründige Widersprüchlichkeit mit Hilfe seines eigenen Verstandes erklären zu wollen (= Einsicht in die Begrenztheit des persönlichen bzw. des rationalen Erkenntnisvermögens).